# Isidore Dagnan
Pour les articles homonymes, voir Dagnan.
Nicolas Joseph Marie Isidore Dagnan est un peintre et lithographe français né à Marseille le 24 septembre 1788 et mort à Paris le 7 novembre 1873.

## Biographie
Isidore Dagnan, peintre paysagiste, est né à Marseille le 24 septembre 1788 et baptisé le lendemain à la paroisse Saint-Martin. Il est l’aîné des cinq enfants du négociant Joseph Alphonse Dagnan et de Rose Madeleine Julienne Bertrand. Destiné au barreau, il se tourne vers la peinture en 1813. Élève d’Augustin Aubert (1781-1857) à l’École des beaux-arts de Marseille, il ne semble pas fréquenter ensuite d’atelier parisien, mais perfectionne lui-même sa technique en séjournant notamment à Rome. En 1819, il effectue un premier envoi au Salon, intitulé Jeunes filles romaines écoutant un berger jouant de la guitare. Ses envois se poursuivront durant un demi-siècle et remporteront la deuxième médaille en 1822 (Vue de Lausanne, prise du bois de Montmeillant, tableau acquis par le roi Louis XVIII pour le château de Fontainebleau), puis la première médaille en 1831 (Paris pris du quai de la Cité, considéré comme son chef-d’œuvre). Il est nommé chevalier de la Légion d’honneur en 1836.
On recense une soixantaine d’œuvres de Dagnan, sans doute une faible part de sa production, car il voyage beaucoup et ramène des paysages de ses déplacements : Paris et sa région, mais aussi l’Anjou et la Touraine, la Bretagne, l’Auvergne, le Dauphiné, le Jura et la Suisse (une vingtaine de toiles connues sur ce pays). Installé à Grenoble de 1824 à 1830, il donne des leçons à Jean Achard (1807-1884) et peint plusieurs Vues de l’Isère, particulièrement lumineuses. Ces scènes pittoresques retiennent l'attention du conservateur du musée de Grenoble, Benjamin Rolland, qui en fait l'acquisition. Porté par ce succès, Dagnan qui désormais connaît bien le pays projette d'ouvrir une école de paysage à Grenoble en 1830, mais sa demande restant vaine, il quitte la ville pour Paris.
Pour la Provence et sa ville natale, une douzaine de toiles réalisées entre 1833 et 1843 lui sont attribuées, dont une moitié correspondant à des marines, l’autre à des vues d’Avignon et de Vaucluse. Il reviendra tardivement sur ces derniers motifs en donnant la Maison de Pétrarque à Vaucluse (1865), et Bords de la Sorgue (1870). Ses œuvres sont conservées dans de nombreux musées : Angers, Avignon, Dijon, Fontainebleau, Grenoble, Lisieux, Montpellier, Narbonne, Orange, Orléans, Paris, Valenciennes et Versailles.
Dagnan a aussi gravé plusieurs lithographies de sites du Dauphiné, de l’Orléanais et de la Touraine ; il a également réalisé un album intitulé Les bords de la Loire (1828).
Marié avec Anne Marie Krauth, il est mort veuf et sans postérité à Paris au 35, rue Saint-Georges, son domicile de longue date, le 7 novembre 1873.
En 1927, son nom a été donné à une rue de Marseille.

Œuvres d'Isidore Dagnan
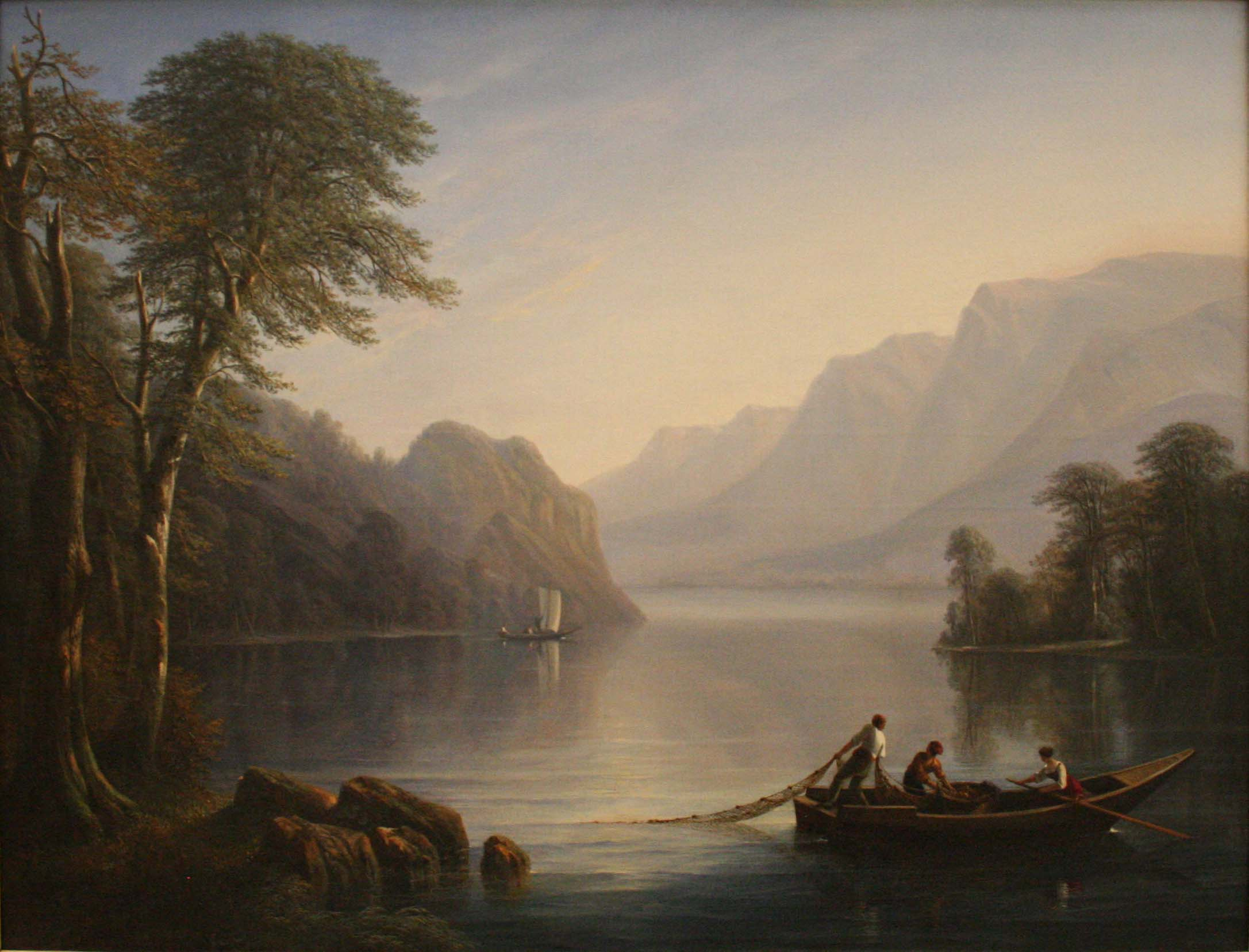
Lac de Neufchâtel, Montpellier, musée Fabre.
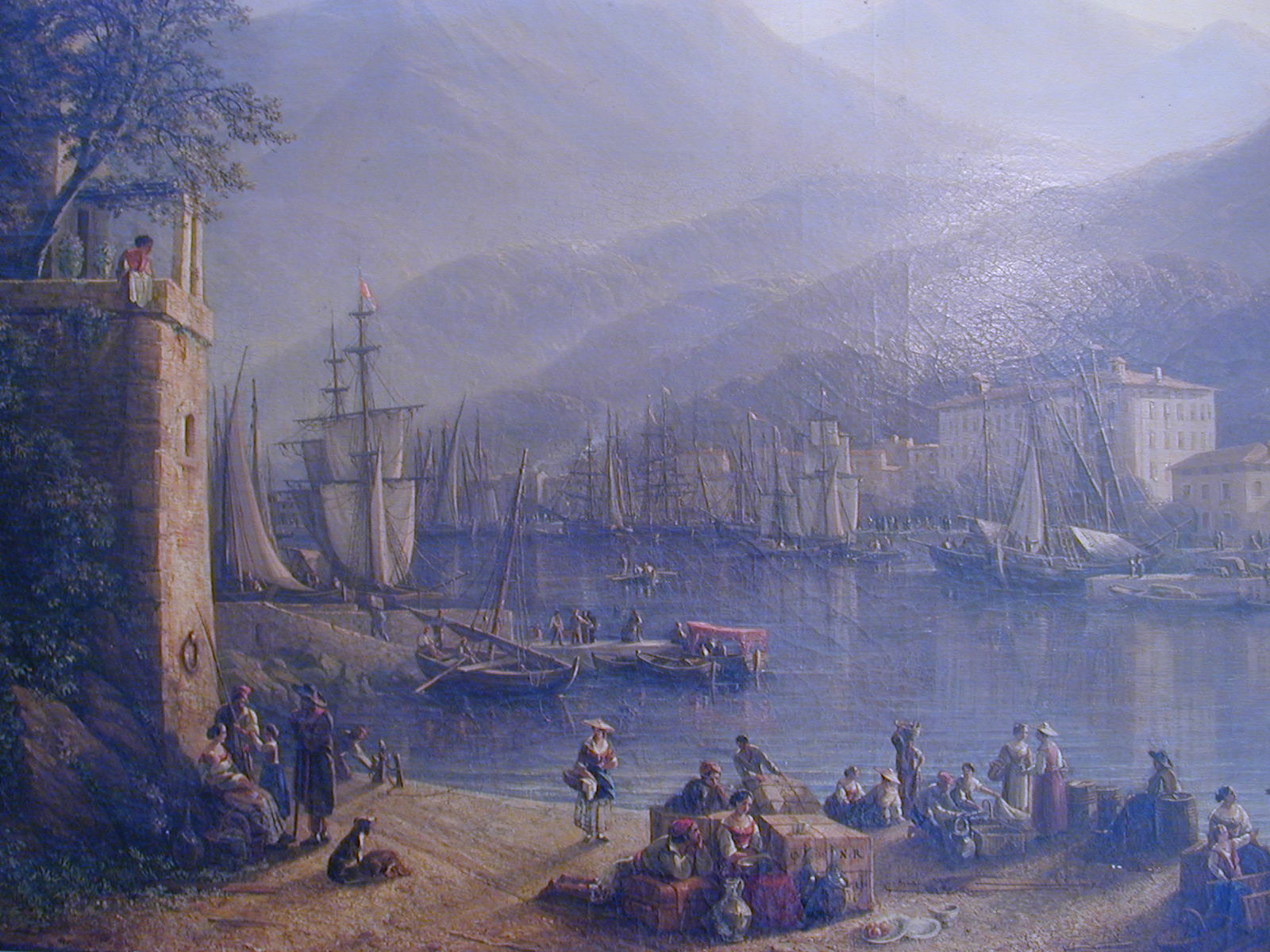
Le Port de Nice, Orange, musée d'Art et d'Histoire.
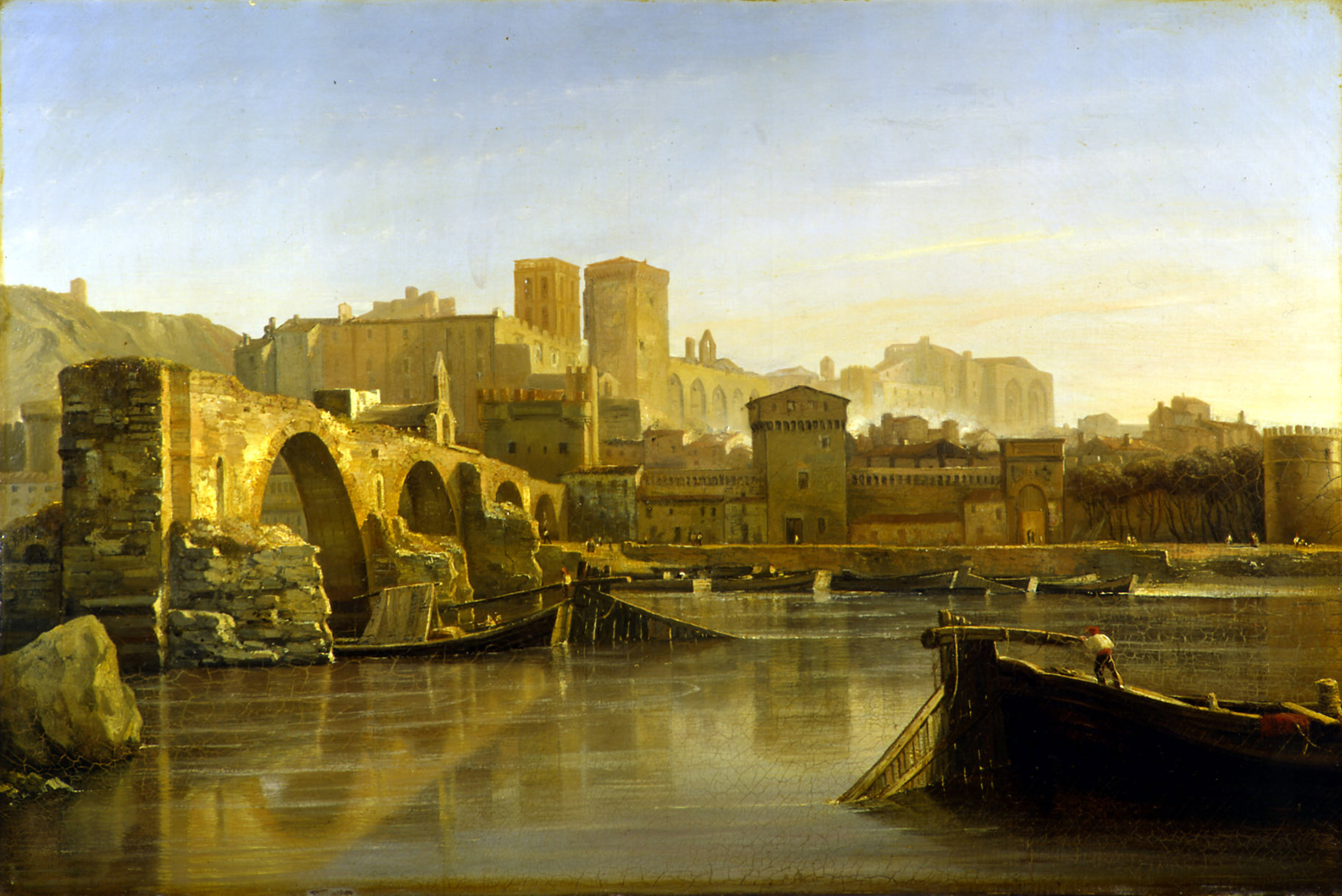
Vue d'Avignon et du pont Saint Bénezet, Avignon, musée Calvet.
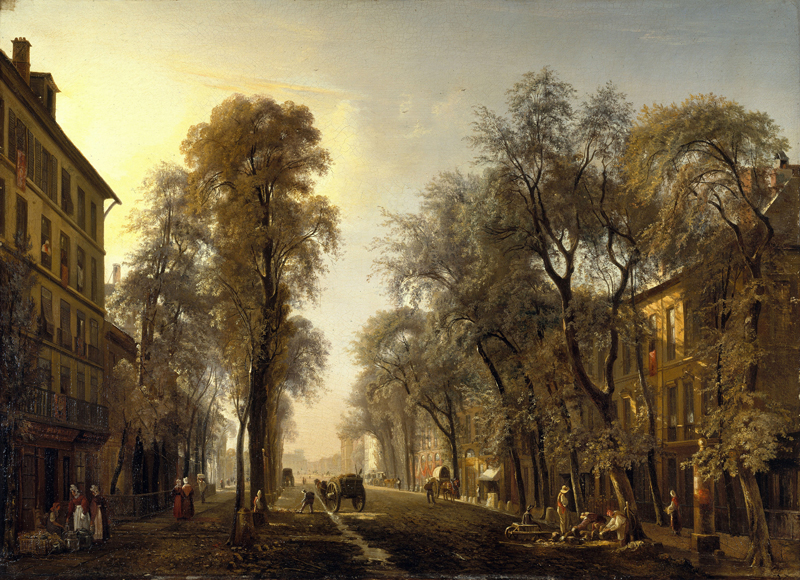
Boulevard poissonnière en 1834, Paris, musée Carnavalet.
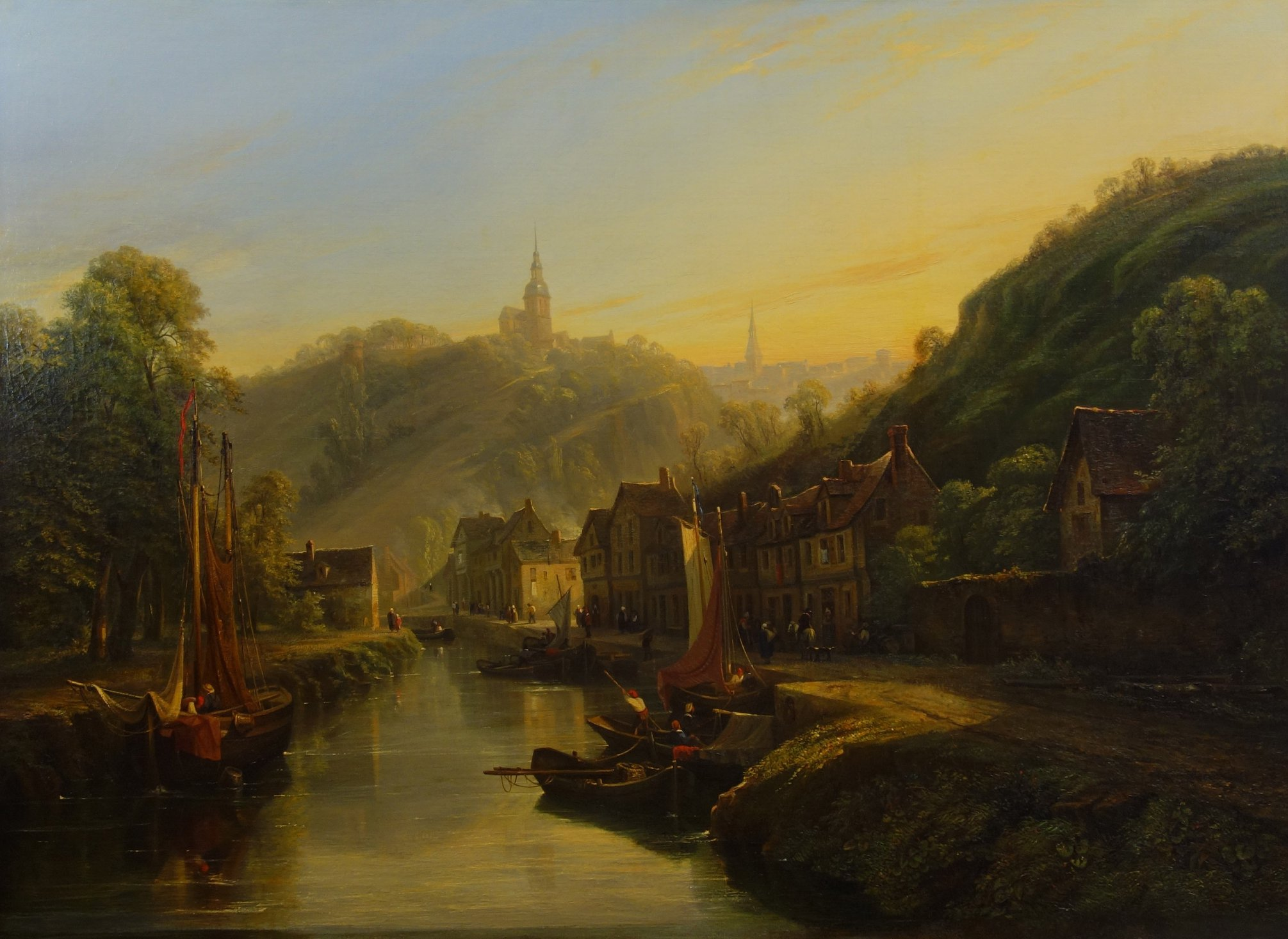
Le Port de Dinan (vers 1835), musée de Dinan.
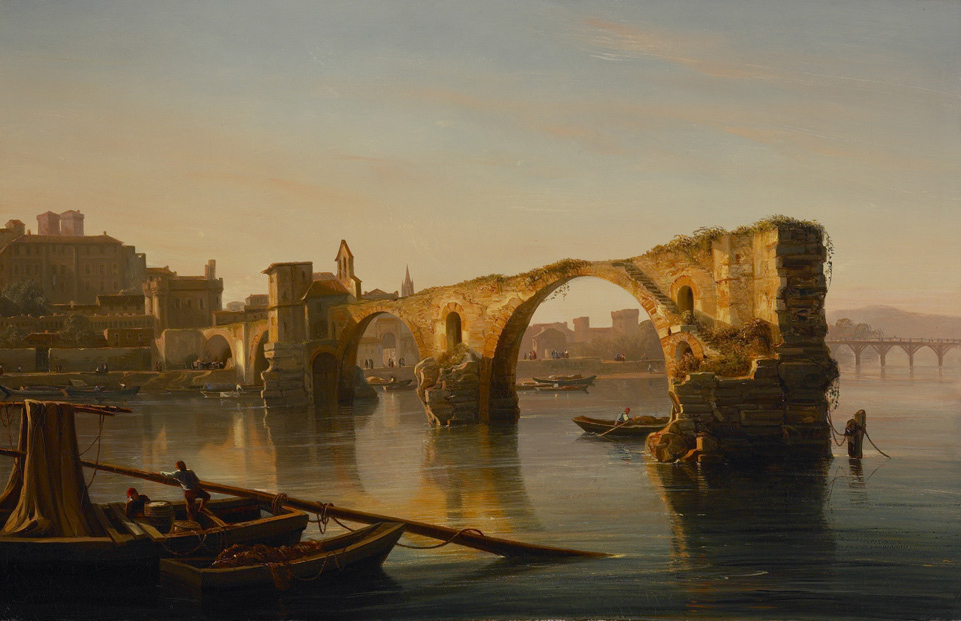
Le Pont d'Avignon, Luxembourg, Villa Vauban.
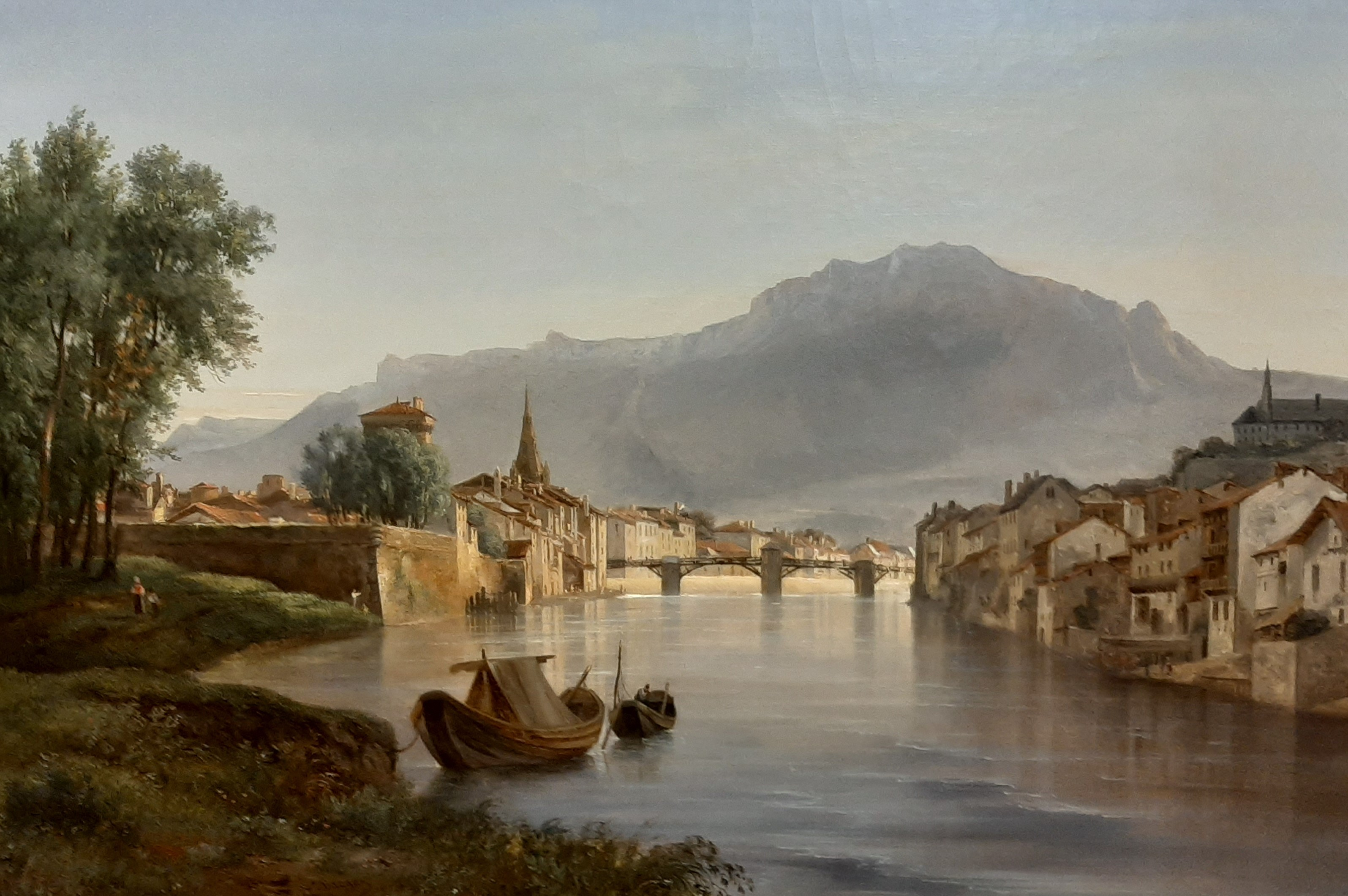
Isidore Dagnan, Vue de Grenoble prise de l'Ile Verte, effet du soir, Musée de Grenoble

- Orléans, musée des Beaux-Arts : La plage d'Aren à Marseille, Salon de 1835, huile sur toile, 73 x 103 cm[3].

## Réception critique
- « Tout en lui reconnaissant une sûreté de vision hors ligne, la critique lui avait reproché la sécheresse de son exécution, défaut qui reparut deux fois dans ses œuvres, de 1840 à 1857, ainsi que dans ses dernières années. » — Henri Barré, Les Bouches-du-Rhône. Encyclopédie départementale, t. XI, Marseille, 1913, pp. 152-153.
- « Son goût pour les frondaisons moutonnantes qui baignent dans une lumière dorée donne à ses toiles un caractère romantique, de même que les anecdotes qui souvent les animent. » — André Alauzen, Dictionnaire des peintres et sculpteurs en Provence Alpes Côte d’Azur, Marseille, 1986, p. 160.